# K's Merchandise Mart
K's Merchandise Mart, Inc. (meestal kortweg K's Merchandise genoemd) was een catalogus- showroomwarenhuis gevestigd in Decatur, Illinois. Het bood meubilair, sieraden en algemene handelswaar, waaronder elektronica, aan op 17 locaties in 5 staten in het Midden-Westen van de Verenigde Staten toen het sloot.
K's werd in 1957 opgericht door Raymond "Ray" Eldridge Sr. en zijn broer Kay. In de jaren 2000 zorgde de concurrentie van grote winkels er echter voor dat de omzet van K's jarenlang daalde, ondanks het feit dat het 17 vestigingen had in Illinois, Indiana, Iowa, Missouri en Kentucky. De Gordon Brothers Group uit Boston nam het bedrijf over van de oorspronkelijke familie en stelde Bill Weinstein aan als voorzitter. Na een poging om de bedrijfsvoering van de winkels weer op orde te krijgen, kondigde K's op 3 oktober 2006 aan dat het zou liquideren en sluiten om zijn schuldeisers volledig te betalen.
K's Merchandise exploiteerde ook vier winkelketens onder de naam Bargains Only, met vestigingen in Mt. Zion, Champaign, Springfield en Peoria, Illinois. Deze winkels leken veel op het aanbod van TJ Maxx, met kleding, huishoudelijke artikelen en meubels. Ze sloten hun deuren nog eerder dan de vestigingen van K's en de laatste vestiging sloot in oktober 2006 in Mt. Zion.